# Platyroptilon zernyi
Platyroptilon zernyi är en tvåvingeart som beskrevs av Edwards 1934. Platyroptilon zernyi ingår i släktet Platyroptilon och familjen platthornsmyggor. Inga underarter finns listade i Catalogue of Life.